# Heatseeker (videojuego)
Heatseeker es un videojuego de Simulador de vuelo de combate para los sistemas de juego Wii, PlayStation 2 y PlayStation Portable desarrollado conjuntamente por IR Gurus (ahora Transmission Games) y Codemasters.

## Historia
Los jugadores asumen el papel de un piloto del Consejo Internacional Mike "Downtown" Hudson, a menudo acompañado por el compañero de ala Hank "Divot" Harrison. El juego comienza con un ataque terrorista. La trama sigue el intento del Consejo Internacional de frustrar a un peligroso dictador con un alijo nuclear avanzado llamado Bae Jung-Tae. En el camino, el jugador usa sus habilidades de vuelo y lucha para enfrentarse a una variedad de enemigos en el aire, en tierra y en el mar.

## Jugabilidad
"Heatseeker" es un juego de combate aéreo que enfrenta a los jugadores contra una variedad de oponentes aéreos controlados por computadora. Los jugadores están equipados con hardware militar moderno y una selección de armas. El juego ofrece a los jugadores acceso a 17 jets y 37 armas diferentes. Las misiones tienen lugar en Corea, el Caribe y la Antártida. "Heatseeker" tiene una función de visualización llamada ImpactCam, que permite al jugador seguir el progreso de un misil una vez que se dispara hasta el impacto, desde varios ángulos de cámara. Los entornos se pueden destruir y los jugadores pueden volar puentes, aeropuertos, muelles y bases militares. El juego ofrece a los jugadores la posibilidad de elegir entre puntos de vista en primera y tercera persona.